# 1922 год в России и СССР

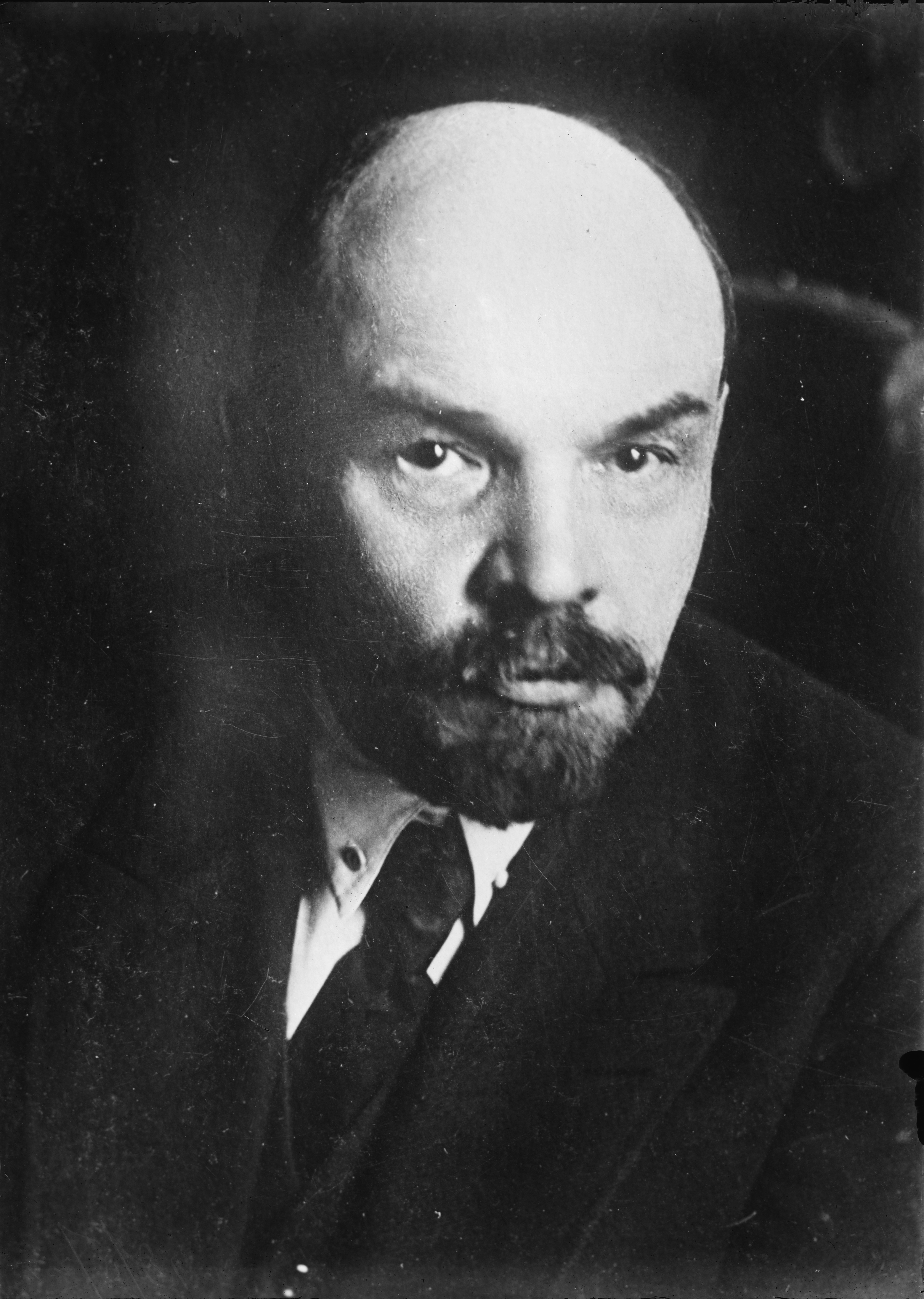
Председатель СНК СССР Владимир Ленин (Ульянов)

## Январь

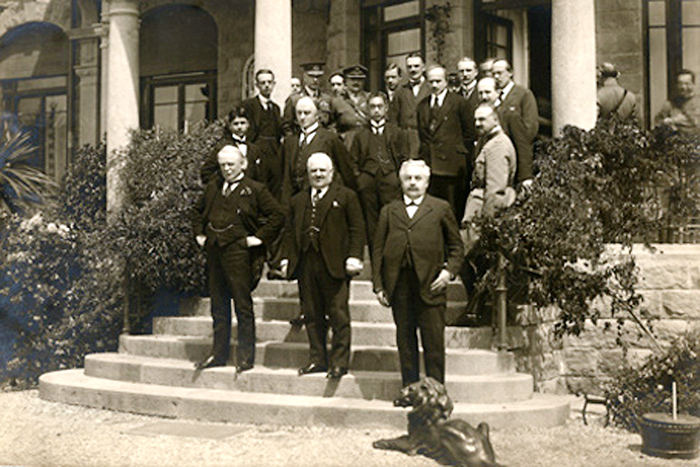
Генуэзская конференция

- 7 января — правительство Италии передало РСФСР официальное приглашение принять участие в подготавливаемой Генуэзской конференции
- 8 января — РСФСР согласилась принять участие в Генуэзской конференции

## Февраль
- 5—14 февраля — Волочаевский бой, одно из крупнейших сражений заключительной части Гражданской войны в России[1]
- 6 февраля — Постановлением ВЦИК создано Государственное политическое управление при НКВД РСФСР. Упразднена ВЧК[2]
- 14 февраля — вступление Народно-революционной армии ДВР в Хабаровск[3]
- 16 февраля — в РСФСР введён гербовый сбор[4][5]

## Март
- 12 марта — в Тифлисе съезд полномочных представителей ЦИК Азербайджана, Армении и Грузии утвердил договор о создании Федеративного Союза Социалистических Советских республик Закавказья (ФСССРЗ)[6]
- 27 марта — 2 апреля — В Москве состоялся XI съезд РКП(б)[7].

## Апрель

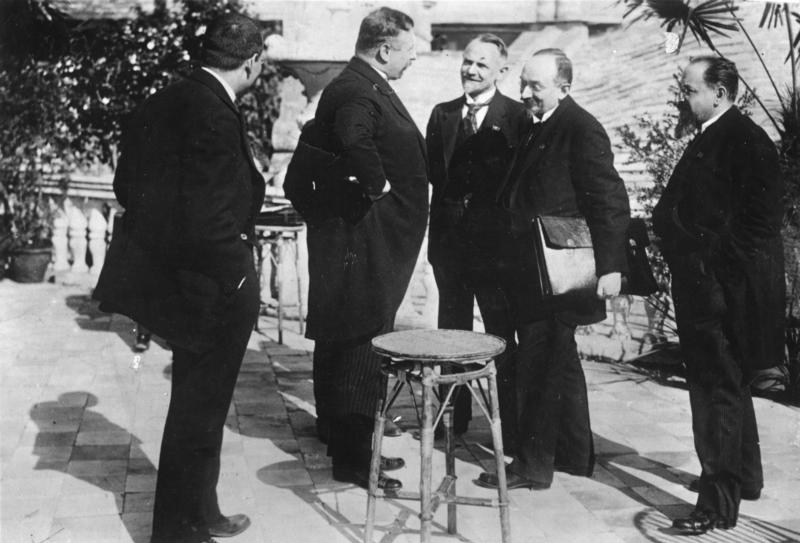
Представители советской и немецкой сторон в Рапалло: Карл Йозеф Вирт, Леонид Красин, Георгий Чичерин и Адольф Иоффе

- 3 апреля — И. В. Сталин избран Генеральным секретарём ЦК РКП(б)[8].
- 10 апреля — открылась Генуэзская конференция[9]
- 16 апреля — Рапалльский договор РСФСР с Германией[10]
- 18 апреля — создание футбольного клуба «Московский кружок спорта Краснопресненского района», позднее переименованного в «Спартак»[11].
- 20 апреля — делегация РСФСР на Генуэзской конференции заявила о готовности признать военные долги и право на возобновление концессий в обмен на признание де-юре Советской России, финансовую помощь и аннулирование военных долгов и процентов по ним
- 27 апреля — образована Якутская АССР

## Май
- 1 мая — открыта первая в России международная воздушная линия — Москва-Кёнигсберг-Берлин[12]
- 19 мая — основан Союз юных пионеров имени Спартака

## Июнь
- 1 июня — вступил в силу первый Уголовный кодекс РСФСР[13].
- 6 июня — Создан Главлит

## Июль
- 23 июля — на Земском Соборе во Владивостоке М. К. Дитерихс избран Правителем Дальнего Востока и Земским Воеводой — командующим Земской ратью.
- 27 июля — образована Черкесская (Адыгейская) автономная область[14].

## Сентябрь
- 29-30 сентября, 16-17 ноября — Философский пароход Высылка из ССР известных деятелей науки и культуры.

## Октябрь
- 11 октября — декрет СНК СССР о выпуске в обращение банкнот Госбанка в червонцах и отмене счётного золотого рубля.
- 12 октября — Основан Госбанк
- 25 октября — Владивосток был взят частями НРА, Дальневосточная Республика восстановила контроль над всей территорией Приморья и «Чёрный буфер» прекратил своё существование. Конец гражданской войны в России (последние незначительные боестолкновения продолжились до 16 июля 1923)
- 29 октября — образовано ОКБ А. Н. Туполева.
- 30 октября — IV сессия ВЦИК РСФСР IX созыва приняла Земельный Кодекс, закрепивший за крестьянами выделенную им в пользование землю. Утверждён план ГОЭЛРО.
- 31 октября — Принят первый Гражданский кодекс РСФСР[15].

## Ноябрь
- 5 ноября-5 декабря — В Петрограде и в Москве прошёл IV конгресс Коминтерна
- 9 ноября — принят второй Кодекс законов о труде РСФСР[16]
- 15 ноября

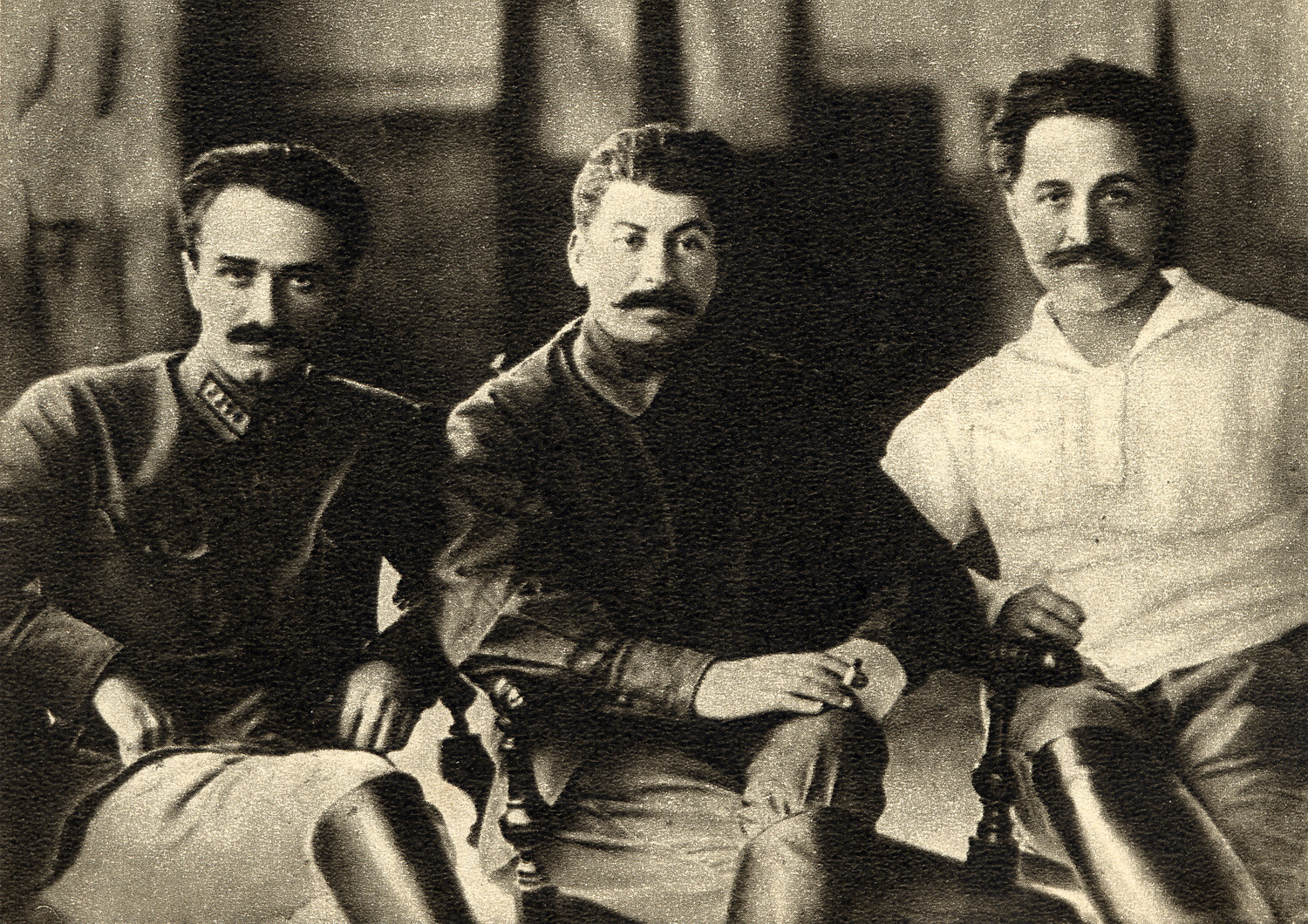
Микоян, Сталин и Орджоникидзе

- - Дальневосточная Республика упразднена и вступила в РСФСР[17].
  - В газете «Правда» опубликован доклад Ленина «Пять лет российской революции и перспективы мировой революции»
- 19 ноября — в Москве открылся II Конгресс Профинтерна. Закончился 22 декабря
- 20 ноября — Последнее публичное выступление В. И. Ленина (на пленуме Моссовета)

## Декабрь
- 2-12 декабря — Московская конференция России, Прибалтики, Польши и Финляндии по сокращению вооружений. Переговоры зашли в тупик.
- 10 декабря — открылся 1-й Закавказский съезд Советов[18]
- 13 декабря — 1-й Закавказский съезд Советов преобразовал Федеративный Союз Социалистических Советских республик Закавказья (ФСССРЗ) в Закавказскую Социалистическую Федеративную Советскую Республику
- 22 декабря — основано Ленинградское предприятие «ЭРА» (ЭлектроРадиоАвтоматика).
- 30 декабря — в Москве состоялся I Всесоюзный съезд Советов[19], утвердивший Договор об образовании СССР[20].